# پلیکان سفید بزرگ

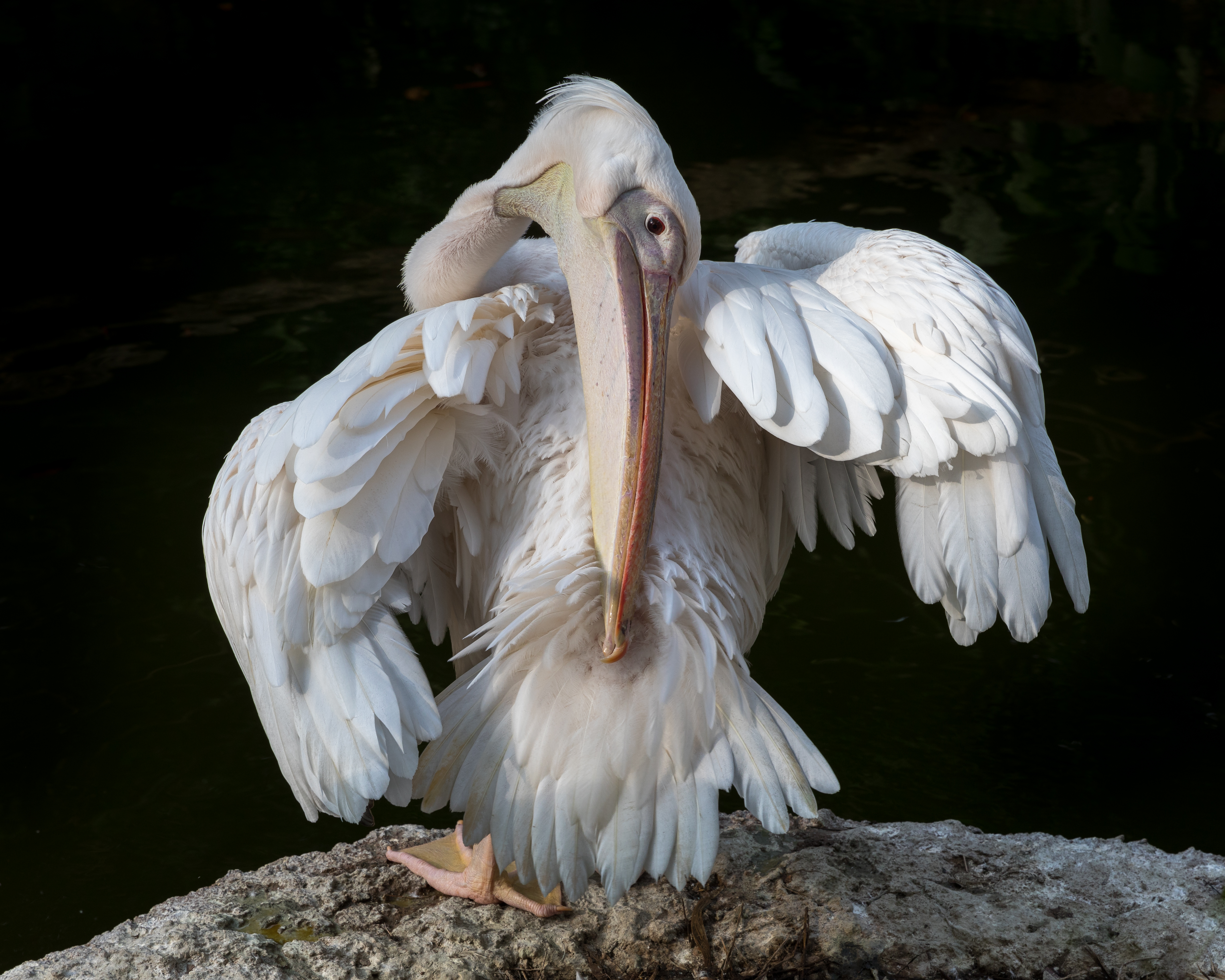
یک پلیکان سفید بزرگ در حین تمیزکردن پرهای پشت‌اش با کمک منقار بلند و گردن منعطف‌اش.

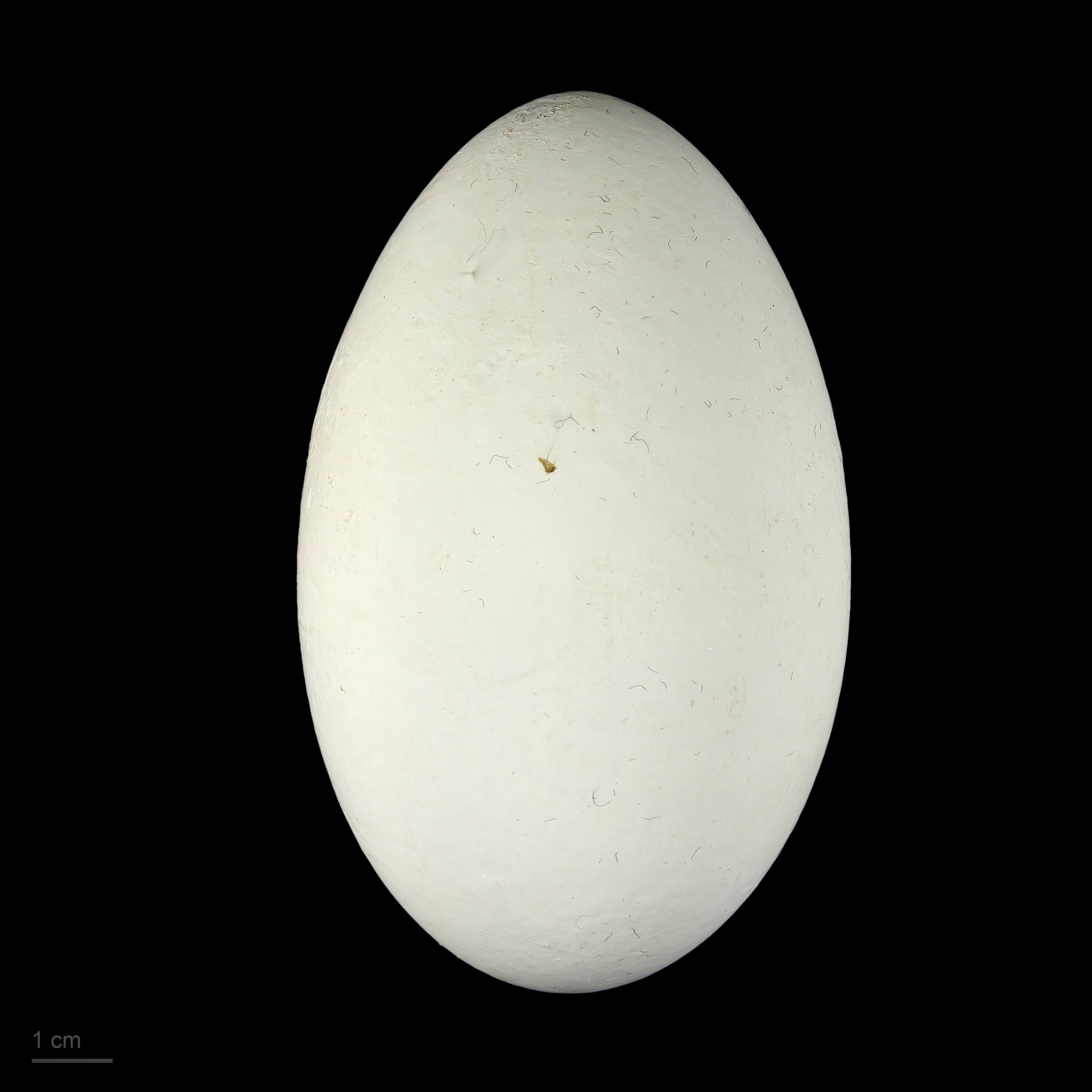
تخم پلیکان سفید بزرگ

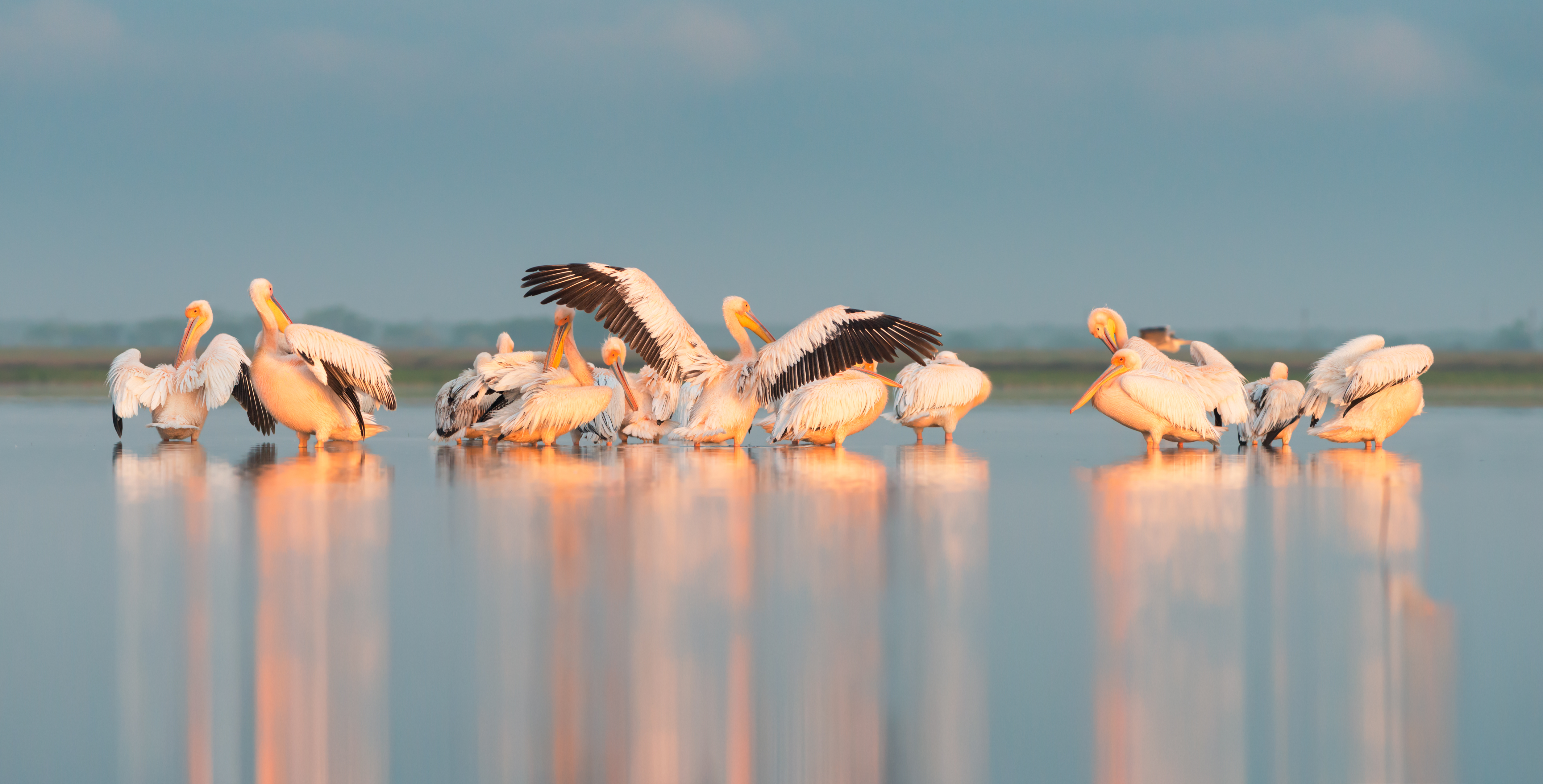
نگاره‌ای پهن از پلیکان‌های سفید بزرگ در دریاچه‌ای در استان اودسا، اوکراین.

پلیکان سفید بزرگ، مرغ سقای سفید بزرگ (نام علمی: Pelecanus onocrotalus) که به نام‌های مرغ سقای سفید شرقی یا مرغ سقای سفید نیز شناخته می‌شود یک پرنده از خانواده مرغ‌سقاییان است. محل زندگی آن از جنوب شرق اروپا تا سراسر آسیا و آفریقا در باتلاقها و دریاچه‌های کم‌عمق است.
مرغ سقاهای سفید بزرگ در هنگام کوچ به شکل منظم در یک خط یا دایره‌وار حرکت می‌کنند. این پرنده از ماهی تغذیه می‌کند.

## ویژگی‌های ظاهری
طول بدن مرغ سقای سفید بزرگ ۱۴۰–۱۸۰ سانتی‌متر است. طول منقار این پرنده ۲۹ تا ۴۷ سانتی‌متر و فاصلهٔ میان دو بالش به هنگام بازشدن کامل میان ۲۷۰ تا ۳۳۰ سانتی‌متر است و وزنی بین ۹ تا ۱۵ کیلوگرم داشته و یکی از بزرگ‌ترین پرندگان پرواز کننده است. این پرنده جثه‌ای بسیار بزرگ دارد و دومین پلیکان بزرگ بین هشت گونه پلیکان بوده و بیشتر بدنش به رنگ سفید است.
در فصل تولید مثل کاکل کوتاه و مجعدی در پشت سرش پدیدار می‌شود و پر و بالش به رنگ سفید مایل به صورتی می‌گردد. منقار تقریباً زرد متمایل به نارنجی است. کیسهٔ گلو آویخته و پاها به رنگ قرمز نارنجی هستند. رنگ پرندهٔ نابالغ قهوه‌ای است و به تدریج به سفید چرکی تبدیل می‌شود. پرواز این پرنده آرام است و گاه با بال باز روی جریان‌های هوا به مدت کوتاه شناور می‌ماند. در هنگام پرواز، لبهٔ عقبی بال‌های پلیکان سفید بزرگ در سطح زیرین سیاه است.

## زیستگاه
مرغ سقای سفید بزرگ در آب‌های گستردهٔ شور و شیرین، باتلاق‌ها، و کرانه‌ها زندگی می‌کند. این پرنده مهاجر است و در سراسر ایران به زندگی و مهاجرت می‌پردازد. دریاچه ارومیه، استان فارس، و دریاچه هامون از جمله مکان‌های زیست فصلی این پرنده در ایران هستند.